# Quarkbällchen

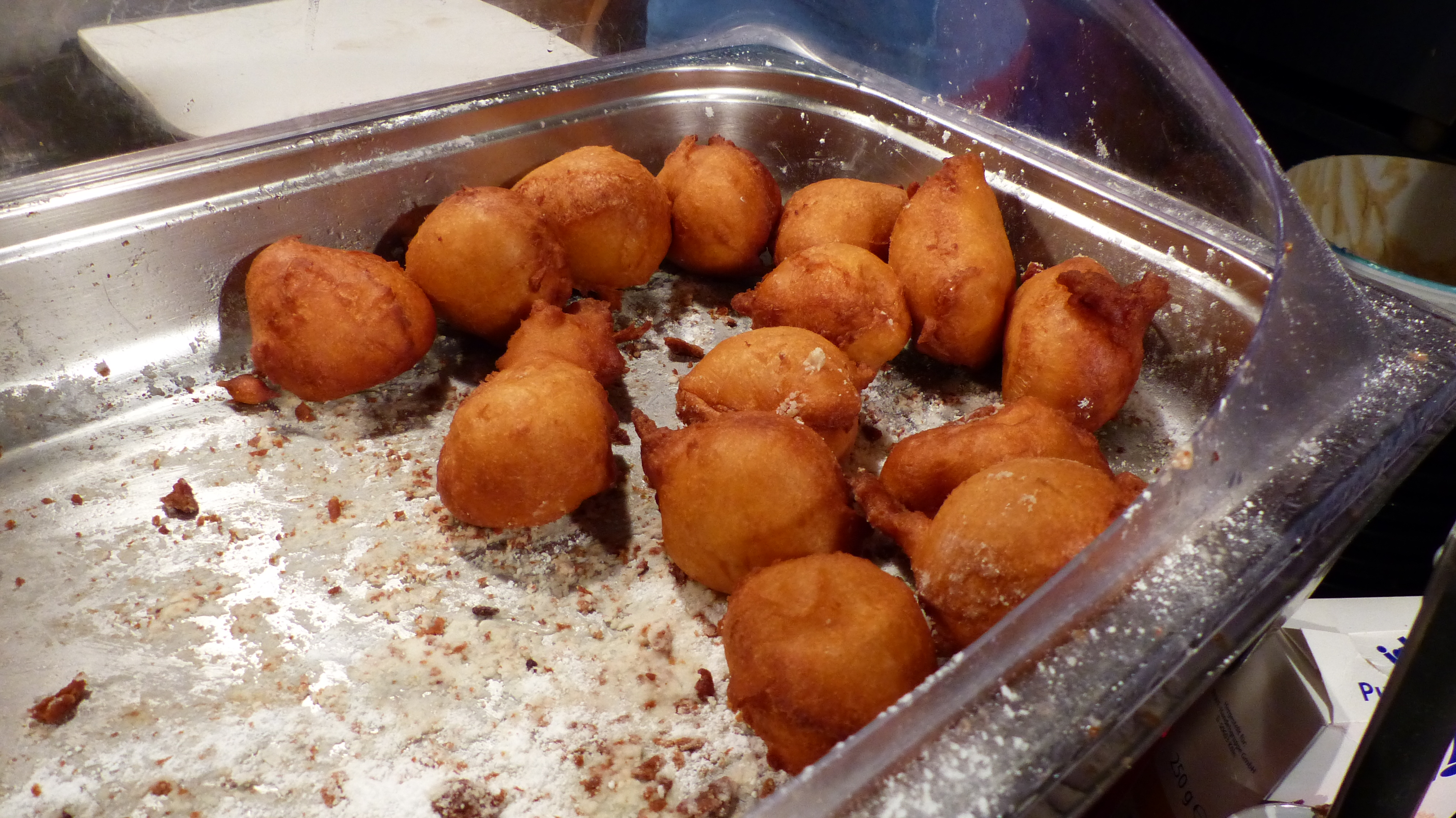
Quarkbällchen auf einem Dresdner Weihnachtsmarkt

Quarkbällchen  (auch Quarkini) sind kleine Fettgebäcke aus einer Rührmasse, die viel Quark enthält. Im Gegensatz zu herkömmlichen Krapfen (siehe auch Berliner Pfannkuchen) werden sie in der Regel ohne Hefe hergestellt.
Die Teiglinge werden dazu üblicherweise in heißem Fett für vier bis sechs Minuten ausgebacken und anschließend mit Zucker und ggf. Zimt bestreut.